# Ogród zoologiczny w Brnie
Ogród zoologiczny w Brnie – ogród zoologiczny o powierzchni 65 ha założony w 1953 roku w mieście Brno, w  Czechosłowacji.

## Galeria

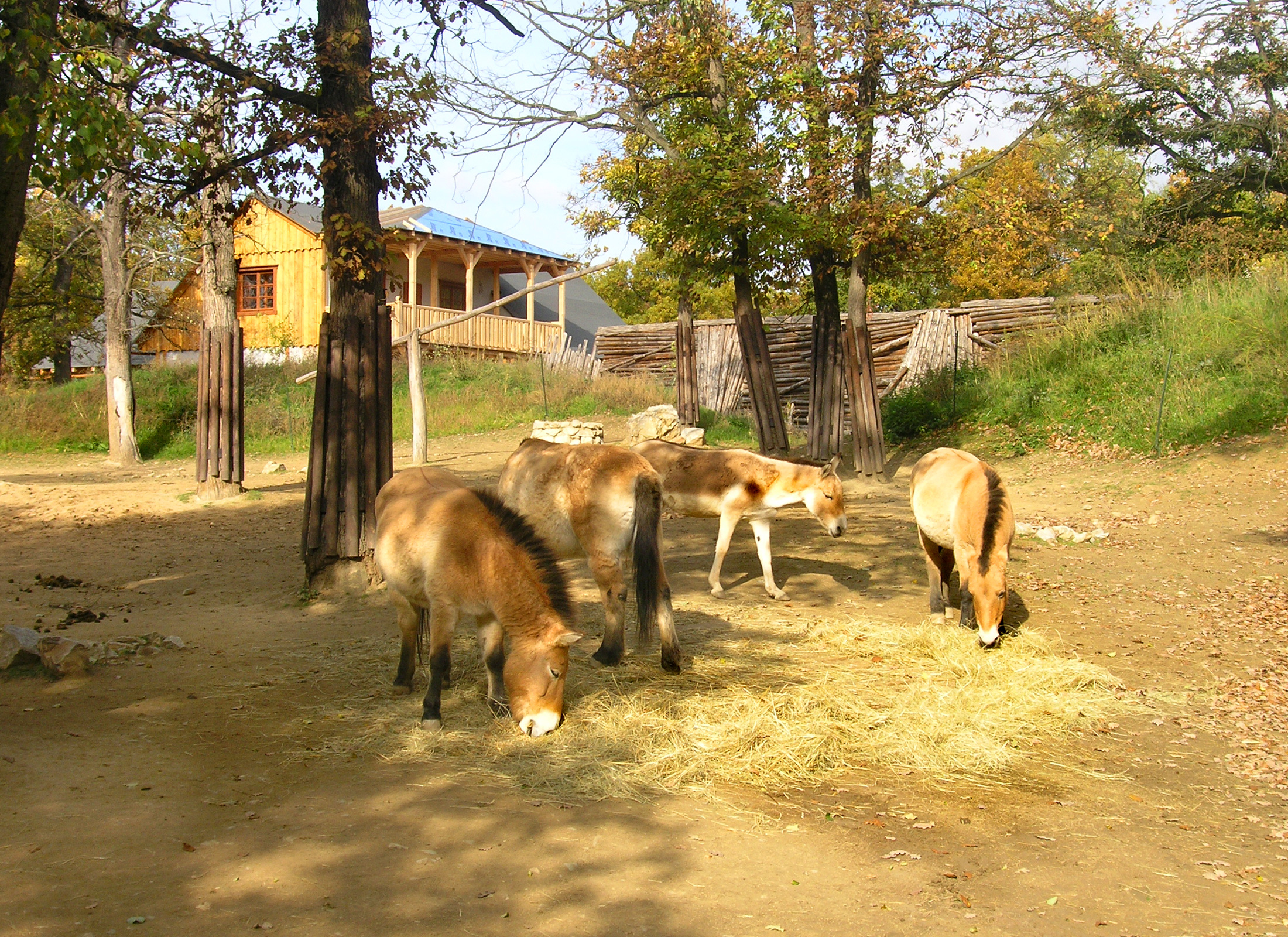
Koń Przewalskiego w brneńskim zoo
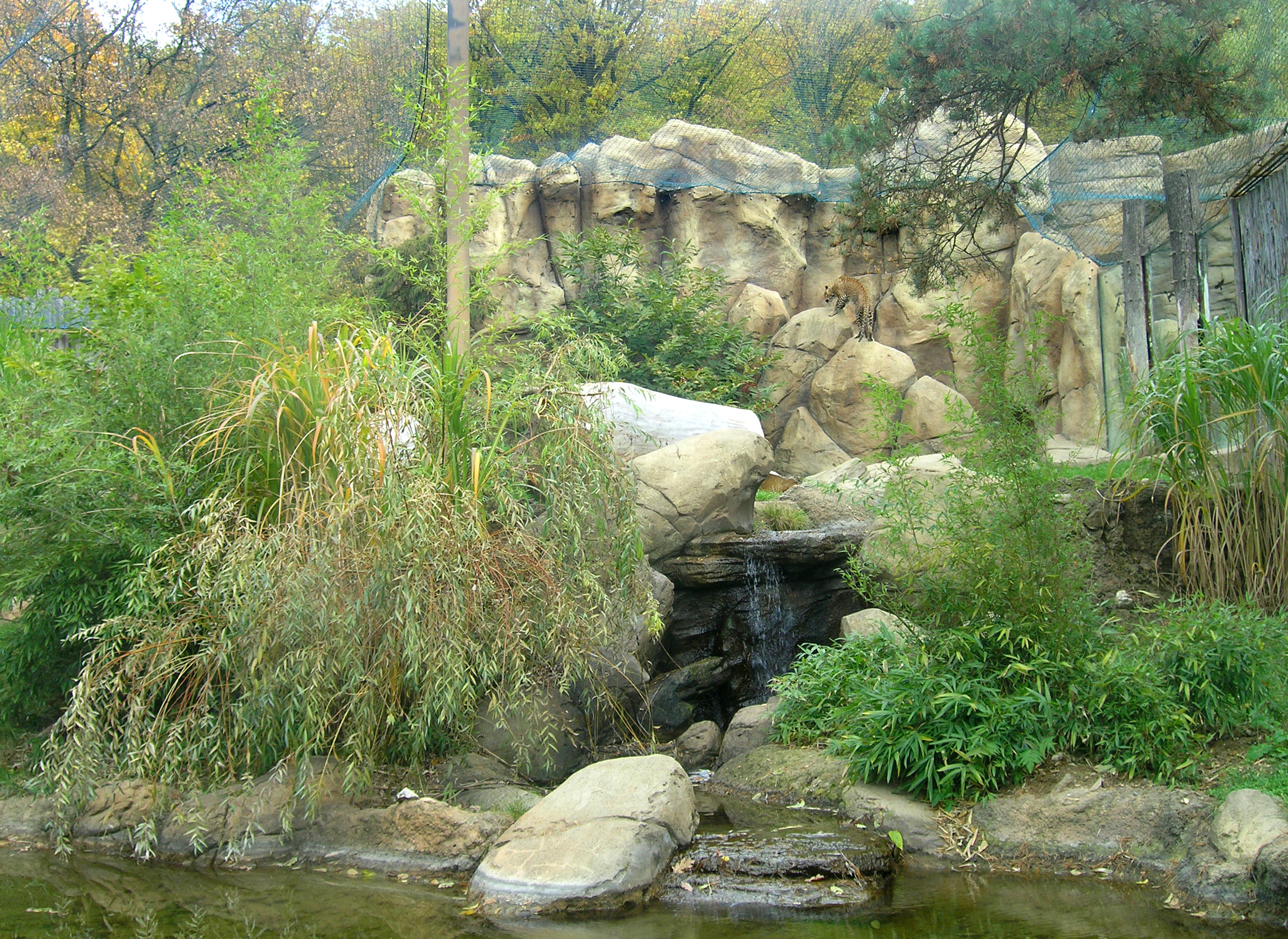
Wybieg Tygrysa
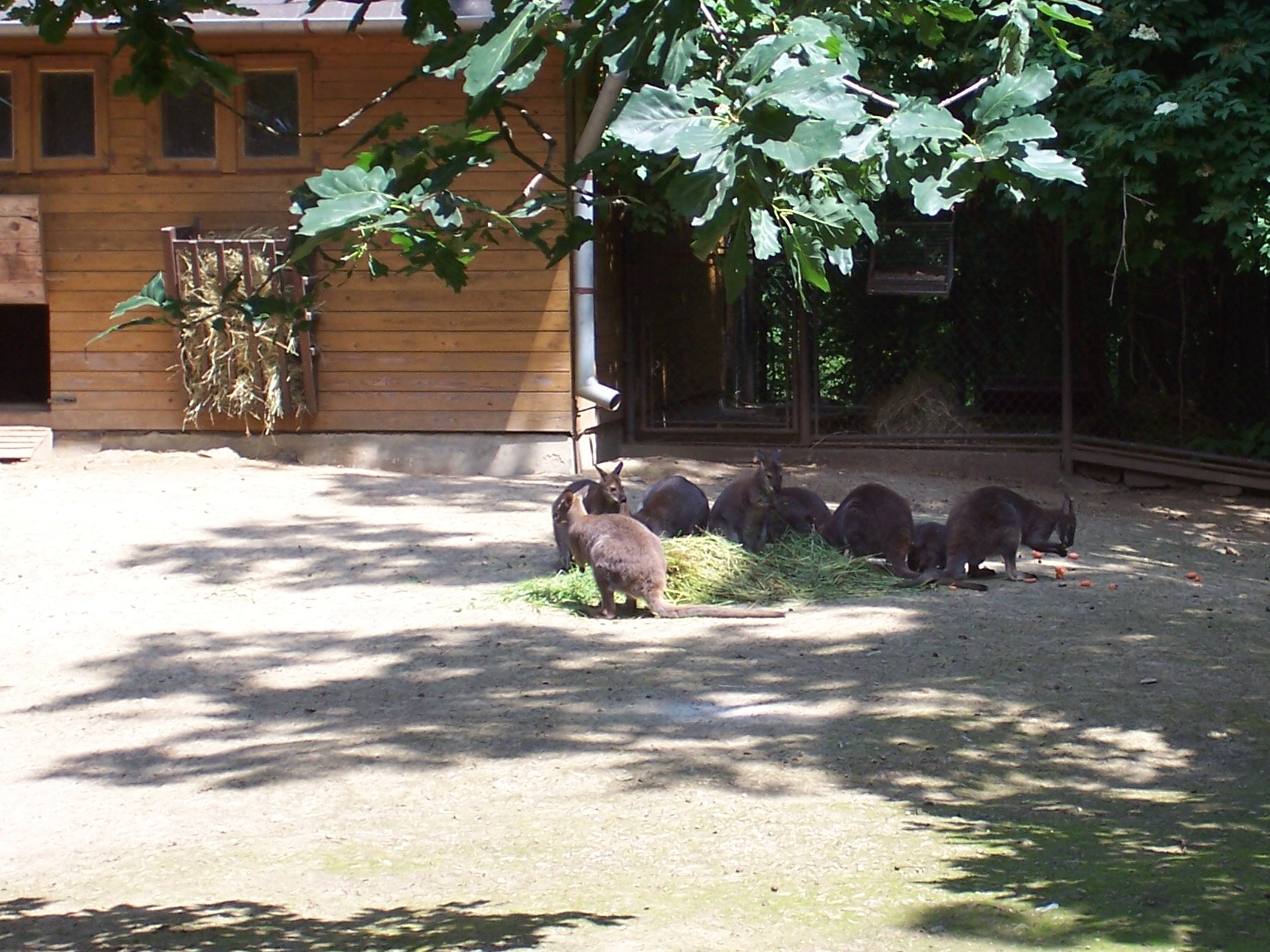
Kangury Rude w Zoo w Brnie
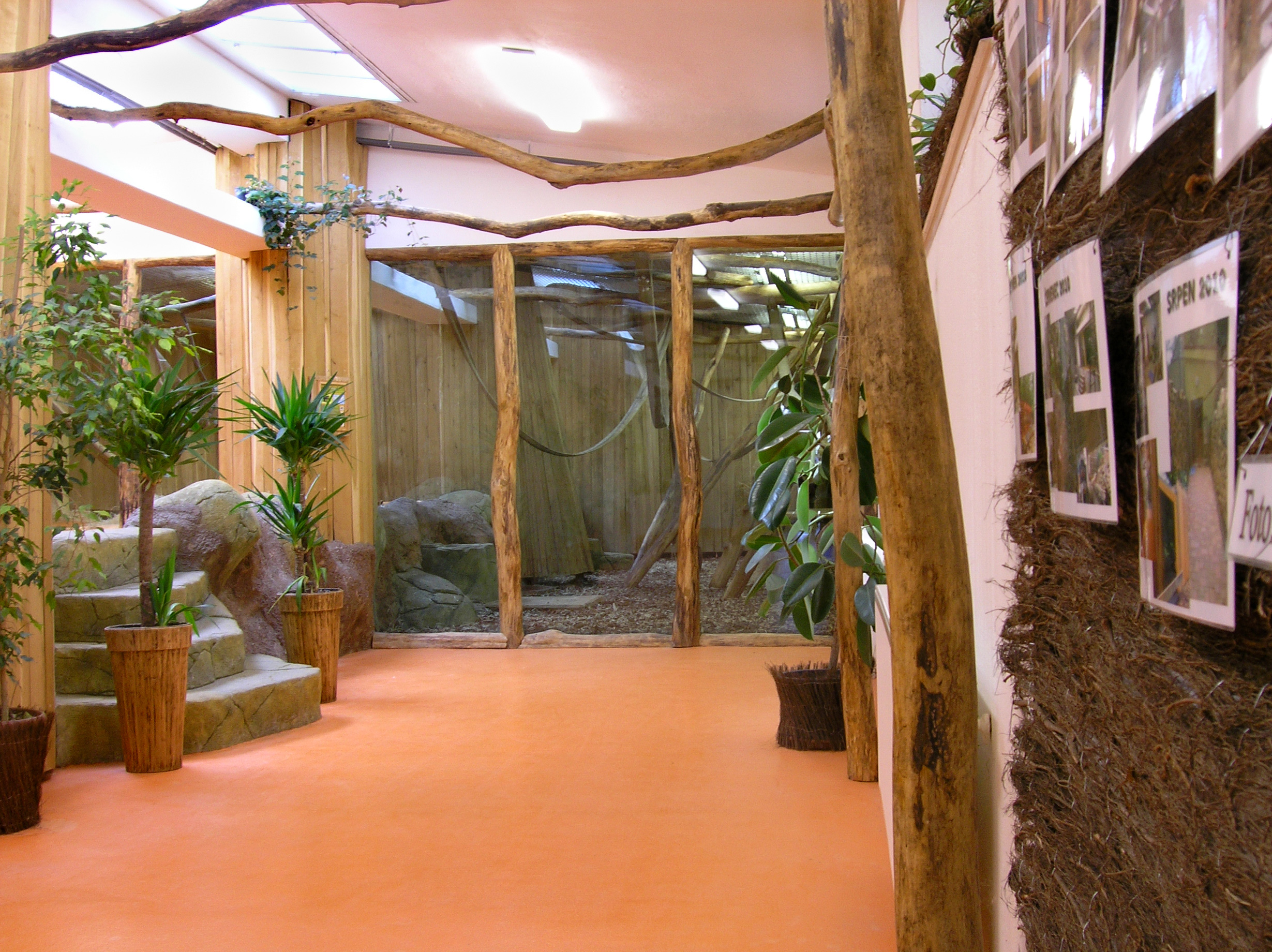
Pawilon małp
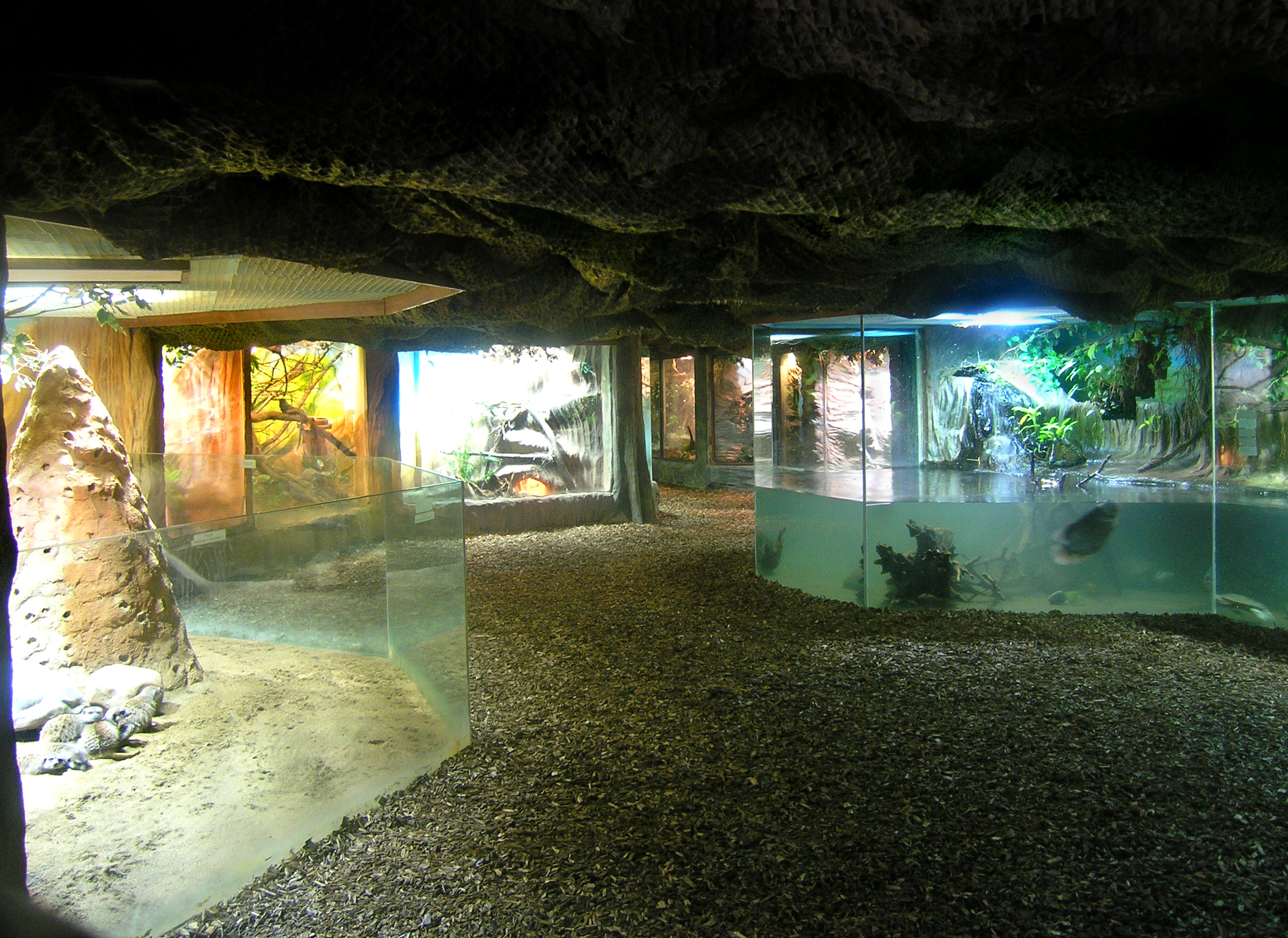
Wybiegi tropikalne w Zoo w Brnie